# Lenore (poema)
Lenore és un poema de l'escriptor nord-americà Edgar Allan Poe. Començà com un poema diferent, A Paean; el revisà i fou publicat com Lenore l'any 1843.

## Interpretació
El poema tracta sobre el capteniment apropiat en la vespra de la mort d'una jove, descrita com "la reina morta que morí tan jove" ("the queenliest dead that ever died sota young"). El poema conclou: "No deixaré anar un lament, sinó veure surar l'àngel en el seu vol amb un elogi dels vells temps!" ("No dirge shall I upraise,/ but waft the angel on her flight with a paean of old days!").
El nuvi de Lenore, Guy de Vere, troba inadequat plorar per la mort de Lenore; considera que s'ha de celebrar el seu ascens a un nou món. A diferència de la majoria dels poemes de Poe sobre dones mortes, aquest implica la possibilitat d'una trobada en el paradís.
El poema pogué ser una manera amb què bregar amb la malaltia de la seua esposa Virginia. El nom de la dona morta, però, podia ser una referència al germà recentment mort de Poe, William Henry Leonard Poe, tot i que Poe ja havia emprat el nom Lenore en un altre poema, "Al Aaraaf." Poèticament, el nom Lenore emfasitza el so de la lletra "L", un recurs freqüent en els personatges femenins de Poe, incloent "Annabel Lee", "Eulalie" i "Ulalume".

## Tema principal
- Mort d'una dona bella (Vegeu també: "Annabel Lee", "Eulalie", "El corb", "Ulalume". En els relats curts de Poe, vegeu: "Berenice", "Eleonora", "Morella").

## Publicació
El poema es publicà per primera vegada com a part d'una primerenca col·lecció al 1831, amb el títol d'"A Paean". Aquesta primera versió només tenia 11 quartets i els versos els deia l'espòs desconsolat.
El nom "Lenore" s'hi inclogué quan es publicà al febrer de 1843 en Pioneer, una revista periòdica del poeta i crític James Russel Lowell. Poe va rebre 10 dòlars per la publicació. El poema fou revisat algunes voltes per l'autor. La versió final se'n publicà en el diari Broadway Journal, el 6 d'agost de 1845, mentre Poe n'era l'editor.
La versió original del poema és tan diferent de "Lenore" que se sol considerar un poema totalment diferent. Tots dos són col·locats en antologies.